# Сулківка
Су́лківка — село в Україні в Жданівській сільській громаді, у Хмільницькому районі Вінницької області. Населення становить 352 особи.

## Географія
У селі бере початок річка Безіменна, права притока Сниводи. Природа щедро наділила цей край багатими чорноземами, яких мало не тільки на теренах України, але й усієї Європи.

## Історія
За даними істориків і краєзнавців с. Сулківка згадується в літописах 14 століття. 1434 року наш край був у складі Великого князівства Литовського, з 1569 року — Брацлавського воєводства, частини Польського Королівства, до якого входило і Хмільницьке староство.
За даними «Трудов Подольского епархиального историко-статистического комітета 1901 р.» наприкінці 18 століття с. Сулківка входила до складу Чуднівського староства, а в 1856 р. поступила під володіння «Палати Государственних Имуществ». На той час с. Сулківка будучи приписною до с. Торчин станом на 10 грудня 1870 р. нарахувала 81 двір. населення с. Торчин с. Сулківка разом становило 1276 чоловік, половина з яких була православної, інша- була католицької віри (дані «Мирового участка Качаніввськоі волості»).
1862 року в селі відкрито церковно-приходську школу, яка 1876 року припинила своє існування. Через 10 років старе приміщення капітально відремонтували відкрили самостійну школу грамоти. Загальна кількість жителів села 1909 року становила 1291 осіб, у тому числі православні — 700, католики — 582, євреї — 9 осіб. На той час у селі дітей шкільного віку було 129 осіб. Шкільною освітою охоплено 44 дитини. з яких 31 хлопчик і 13 дівчат.
Роботящі люди, тучні чорноземи, чудові природні умови сприяли розвитку сільського господарства. Особливо швидкими темпами розвивалося буряківництво. Зважаючи на це, війтовецькі цукрозаводчики наприкінці 18-го століття розбудували в Сулківці приймальний пункт цукросировини, до якого селяни із ближніх і дальніх сіл Хмельницької, Тернопільської та Вінницької областей на здачу звезили цукрові буряки. Приймальний пункт був облаштовний гоподарськими спорудами, житловими приміщеннями, обнесений по периметру глибоким ровом. Нескінченні валки гарб та возів з ретельно очищеними сільськими трудівницями солодкими коренями щоденно аж до Різдва тягнулися до «Декавільки» (так було названо приймальний пункт на честь його засновника). Потім сировину перевантажували у вагонетки і залізницею довжиною 10 кілометрів доправляли на Війтовецький цукровий завод кінною, а згодом механічною тягою, яку селяни нарекли «Кукушкою».
Після німецько-радянської війни «Декавілька» припинила своє існування. Лише як спомин про далеке минуле залишилася старезна криниця, яка до цього часу дарує односельцям чисту, як сльоза, воду.
Після Жовтневого перевороту 1917 року село розпочинало писати нову сторінку своєї історії.
1918 року селяни приступили до розподілу землі. До складу комісії ввійшли Й. Ф. Лясківський, М. Д. Дворніцький, П. Я. Ленчицький І. К. Зарічнюк, С. Д. Мединський. Комітет бідноти очолив Й. Д. Лясківський. 1927 року створено товариство по спільному обробітку землі, яке очолив Федір Ванжуло, а 1929 року селяни об'єдналися в колективне господарство, головою якого обрали 25-тисячника Василя Правдивого, сина Івана.
1941 року с. Сулківка окупували німецько-нацистські загарбники. На захист Батьківщини було мобілізовано всіх військовозобов'язаних чоловіків з яких 63 загинули на фронті втому числі і Зарічнюк.

## Люди
В селі народився Алексєєв Микола Леонтійович (1927—1987) — передовик сільськогосподарського виробництва СРСР, Герой Соціалістичної Праці.